# Rhipha flavoplagiata
Rhipha flavoplagiata är en fjärilsart som beskrevs av Rothschild 1911. Rhipha flavoplagiata ingår i släktet Rhipha och familjen björnspinnare. Inga underarter finns listade.